# ابله (رمان رافی)
ابله (ارمنی: Խենթը; Khenté Armenian pronunciation: [χɛntʰə]; انگلیسی: The Fool) یک رمان است به زبان ارمنی که در سال ۱۸۸۰ میلادی توسط رمان‌نویس شهیر ارمنی، رافی نگاشته شده است. این رمان به زبان فرانسه تحت عنوان «Le fou : Conséquences tragiques de la guerre russo-turque de 1877-1878 en Arménie» در سال ۲۰۰۹ میلادی توسط موشق آبراهامیان ترجمه شده است.